# R-16 (misil)

R-16U

R-16 (en ruso: Р-16, designación GRAU: 8К64, designación OTAN: SS-7 Saddler) fue un misil balístico intercontinental soviético de dos etapas comenzado a desarrollar en 1956. Entró en servicio en 1963 y fue retirado en 1974. Se desplegaron hasta 186 R-16.
El misil tuvo su origen en una resolución del Comité Central del PCUS y el Consejo de Ministros de la URSS fechada el 17 de diciembre de 1956 por la que se encargaba a la oficina de diseño «Южное» (bajo la dirección de M. K. Yangel) el diseño de un misil que utilizase propergoles almacenables a temperatura ambiente (ácido nítrico y dimetilhidrazina asimétrica) y que mejorase la operatividad del misil R-7 de S. P. Koroliov. El diseño estuvo listo en noviembre de 1957 y fue revisado por una comisión en enero de 1958. El 13 de mayo de 1959 se publicó un decreto autorizando a M. K. Yangel a desarrollar los misiles R-14 y R-16, y a S. P. Koroliov a comenzar el desarrollo del R-9, entrando en competencia entre ambos.

## Catástrofe de Nedelin
El 24 de octubre de 1960 el primer R-16 estaba listo para probar, completamente lleno de propergoles en la rampa de lanzamiento, pero un problema con el sistema eléctrico llevó a la parada de las operaciones. M. I. Nedelin, comandante de las Fuerzas Estratégicas de Misiles, ordenó la reparación del problema lo antes posible: debido a que los propergoles utilizados son corrosivos, no podían permanecer en los tanques y líneas de abastecimiento del misil durante más de un par de días. M. I. Nedelin estaba supervisando las tareas en torno al misil cuando, a las 18:45 hora local, una señal de radio ordenó por error la ignición de la segunda etapa del misil. El disparo de la segunda etapa fue el resultado de una serie de errores debido a lo apresurado de las reparaciones, y provocó una explosión en la que murió gran parte de los ingenieros y técnicos en cohetería de que disponía la Unión Soviética, incluyendo a Nedelin. 74 personas murieron en el momento y 48 posteriormente debido a quemaduras y por contacto con los propelentes tóxicos.

## Continuación del programa
A pesar de todo, el programa tenía alta prioridad y continuó. El 2 de febrero de 1961 tuvo lugar el siguiente intento de lanzamiento, terminando en fracaso y el misil cayendo a sólo 520 km del sitio de lanzamiento. La siguiente prueba tuvo lugar veinte días más tarde, siendo exitosa. El 20 de octubre de 1961 el misil fue aceptado preliminarmente para uso militar para poder comenzar con su producción, y la aceptación total llegó el 15 de junio de 1963.

Comparativa entre el R-7 y el R-16

La versión original estaba diseñada para ser lanzada desde una rampa. El 14 de junio de 1960 se autorizó un diseño para su uso desde silos, el R-16U de mayor longitud 34,30 m . Fue aceptado para entrar en servicio el 15 de julio de 1963.
Entre 1974 y 1977, las rampas y silos de los R-16 fueron demolidos conforme al tratado entre la Unión Soviética y los Estados Unidos de limitación de armas estratégicas SALT I.

## Especificaciones
- Apogeo: 1000 km
- Empuje en despegue: 2221,3 kN
- Masa total: 140.600 kg
- Diámetro: 3 m
- Longitud total: 30,44 m; R-16U 34,30 m
- Ojiva: 1475 kg o 2175 kg
- Alcance máximo: 13 000 km o 11.000 km, según ojiva.
- CEP: 2,7 km o 2,23 km según ojiva.
- Propelentes: ácido nítrico y UDMH.